# Autorretrato (Rembrandt, Viena)
Autorretrato o Autorretrato grande, es un óleo sobre lienzo que fue pintado por el artista holandés Rembrandt. La obra fue ejecutada en 1652 y es uno de los aproximadamente cuarenta autorretratos que pintó en su carrera artística. En 1645 dejó de pintar autorretratos, sin embargo, después de siete años esta obra marcó el inicio de una nueva serie de pinturas con este tipo de temática. La obra se exhibe en el Museo de Historia del Arte de Viena.

## Composición
La composición de este lienzo es distinta a la de sus anteriores autorretratos, puesto que el pintor se retrata en una posición frontal y directa, con los brazos en jarras y con un aire de confianza en sí mismo. Fue elaborado el año en que sus problemas financieros comenzaron, por lo que esta obra rompe con las suntuosas galas que vistió en sus anteriores autorretratos. El historiador Christopher White lo ha calificado como «una de sus pinturas más magistrales y sombrías del periodo tardío».

## Descripción

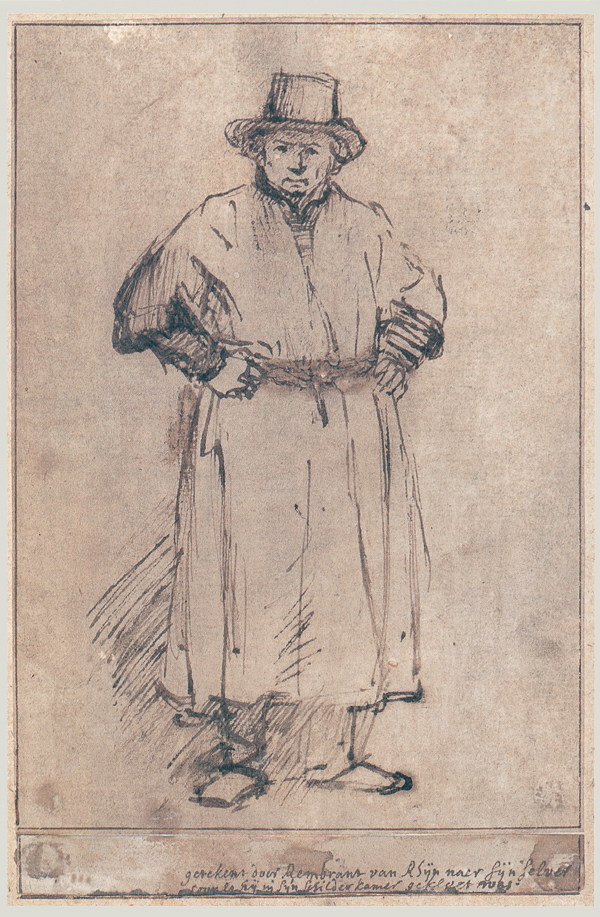
Autorretrato de Rembrandt. Dibujo a pluma y tinta marrón. Se cree que fue el único autorretrato de cuerpo entero que dibujó en papel y que probablemente sirvió como boceto para su Autorretrato grande.

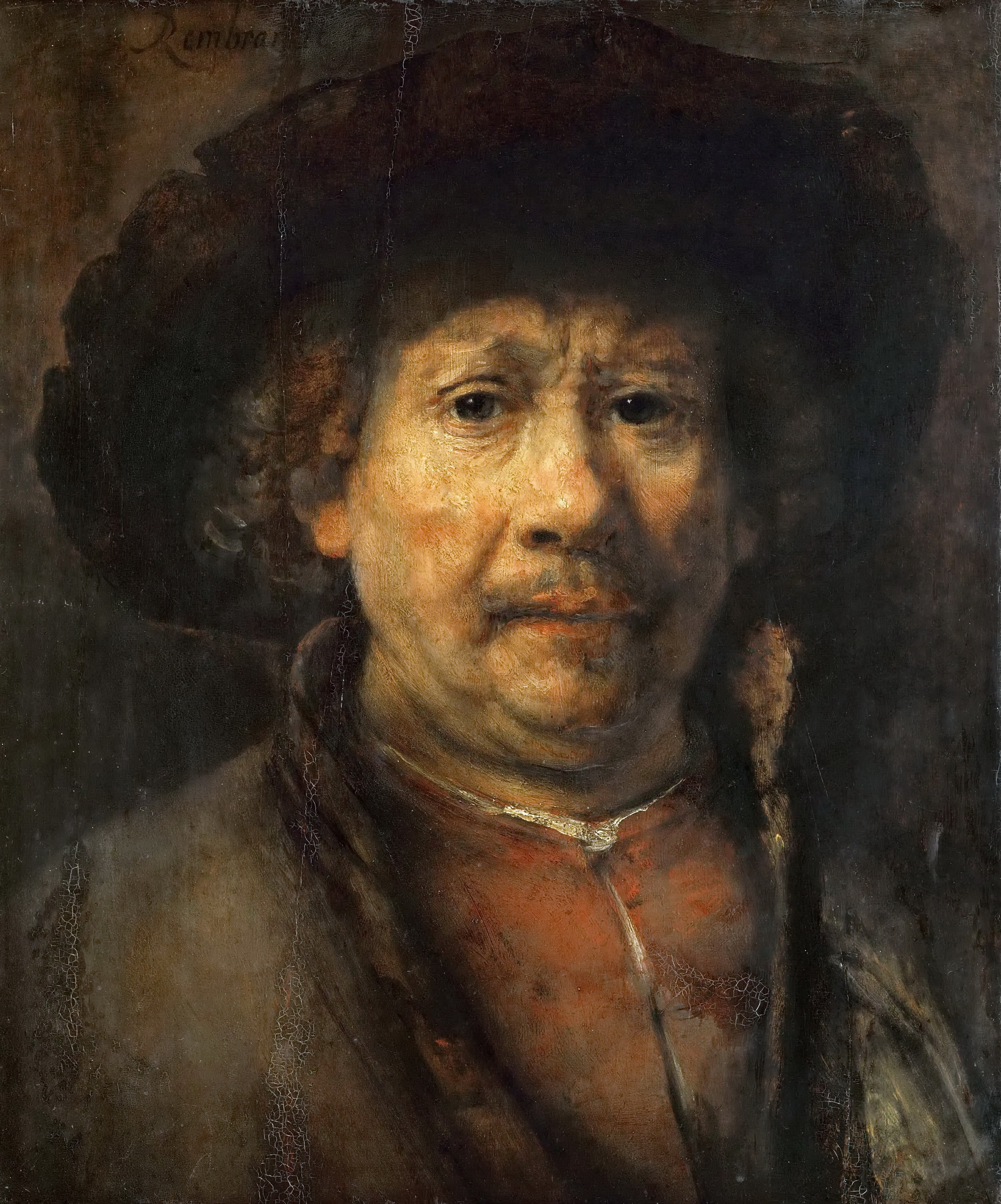
Rembrandt. Autorretrato, c. 1655. Óleo sobre tabla, 48.9 x 40.2 cm. Museo de Historia del Arte de Viena.

En el lienzo se puede visualizar pinceladas libres y sueltas especialmente en las prendas de vestir, las cuales incluyen un guardapolvo marrón que posiblemente era su traje de trabajo, el cual está atado con una faja y sobre un jubón negro de cuello alto. Un dibujo de alrededor de 1650 muestra a Rembrandt en una postura y con un traje muy similar y contiene una inscripción, aunque no de la mano de Rembrandt, que establece que estas fueron las ropas de trabajo del pintor. En el dibujo se ve a Rembrandt con un sombrero de copa mientras que en la pintura utiliza una boina negra, la cual era común en los retratos de los artistas del siglo XVI.
Tras un periodo de siete años en el que no pintó autorretratos y en el que se enfocó en el paisajismo y en temáticas domésticas, el Autorretrato de Viena inaugura un periodo prolífico en el cual Rembrandt ejecutó un promedio de un autorretrato por año hasta su muerte en 1669. Contrario a la creencia popular de que estas pinturas representaban un interés más profundo en autorretratarse, Ernst van de Wetering propone que fueron pintadas específicamente para entendedores del arte que coleccionaban autorretratos de artistas famosos.
Al igual que en otros retratos tardíos y autorretratos de Rembrandt, se puede ver una capa inferior de pintura en las zonas de sombra, y en este autorretrato particularmente en las cuencas de los ojos y bajo el bigote. Los análisis microscópicos han revelado que no es la primera capa de fondo, la cual era de un color gris similar, pero una capa diferente de pintura. Este tipo de imprimatura o veladura, la cual se empleaba con anterioridad para áreas específicas de la pintura, también fue ejecutada por Vermeer, aunque su propósito no está completamente entendido.
Se ha identificado una gran similitud con su Autorretrato de c. 1655, que también se exhibe en el Museo de Historia del Arte de Viena. Esta obra tardía comparte la postura frontal, el tipo de iluminación y el traje informal del Gran autorretrato, aunque el rostro del artista se ve más viejo.
Un retrato del hijo de Rembrandt, Titus van Rijn, realizado por otro pintor en el siglo XVII, pero siguiendo el estilo de su padre, duplica la postura de la figura como en la obra Autorretrato.